# Biakdrillfågel
Biakdrillfågel (Lalage leucoptera) är en fågelart i familjen gråfåglar inom ordningen tättingar.

## Utbredning och systematik
Fågeln förekommer enbart på ön Biak utanför norra Nya Guinea. Den betraktades tidigare som en underart av papuadrillfågel (Lalage atrovirens), men urskiljs sedan 2016 som egen art av Birdlife International och IUCN, sedan 2021 även av tongivande International Ornithological Congress (IOC).

## Status
Den kategoriseras av IUCN som nära hotad.